# Bernhard Deutsch

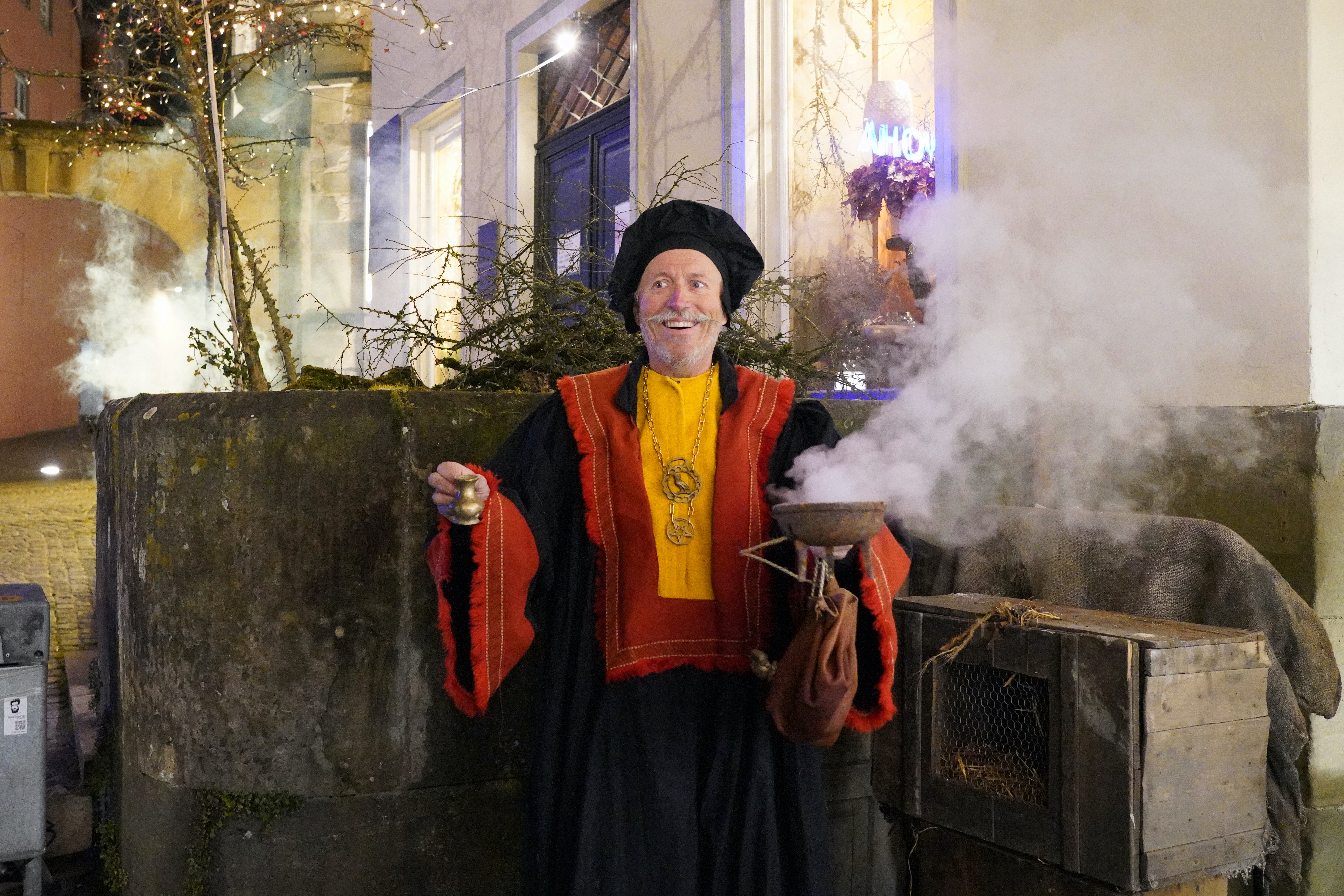
Der Performancekünstler und Kunstautomatenbauer Bernhard Deutsch als Johannes Faust.

Bernhard Deutsch (* 1959) ist ein deutscher Kunstautomatenbauer und Performancekünstler. Er lebt in Schwäbisch Hall.

## Leben
Nach dem Abitur am Technischen Gymnasium studierte Deutsch Philosophie und Soziologie in Tübingen. Er arbeitet als freischaffender Künstler in Schwäbisch Hall-Steinbach. Sein Atelier Villa Wunderwelt und seine im öffentlichen Raum installierten Automaten sind stadtbildprägend und gehören zu den Sehenswürdigkeiten im deutschen Südwesten.
Nach einer großen Werkschau „35 Jahre Kunst-Automaten“ im Sommer 2013 im Hällisch-Fränkischen Museum versteigerte Deutsch bei der Finissage 101 seiner Automaten.
Deutsch ist Initiator des Kunsthandwerklichen Weihnachtsmarkts Schwäbisch Hall. Er tritt auch als Zauberkünstler auf und ist Puppenspieler im Prinzessin-Gisela-Theater. Als Stadtführer inszeniert er nach historischen Quellen aus dem 16./17. Jahrhundert den Besuch von Doktor Faust in Schwäbisch Hall sowie das Leben des Henkers Andreas Bürg.

## Werk
Bernhard Deutschs Automaten vollführen gegen Münzeinwurf Aktionen von Figuren, die häufig Schwäbisch sprechen. Dabei steht immer die Interaktion zwischen Automat und Mensch im Vordergrund. Deutsch verwendet in diversen Arbeiten Neologismen, so etwa „Schulomaten“, „Prophetomaten“, „Esoteromaten“, „Frivolomaten“ und „Politomaten“.

## Automaten in Schwäbisch Hall (Auswahl)
- Frau Kehrer und Frau Schäufele, Henkersbrücke[14]
- Frau Göschle und Frau Mödele – Das kuriose Kabinett des Dr. Plunder, Sulfersteg
- Kuriositätenautomat, Schwatzbühlgasse, Durchgang Milchmarkt
- Prophetomat Complizius Complizissimus / Skunkomat / Esoteromat / Peepshow für kalte Ratten u. a., Villa Wunderwelt
- Escape-Room[15]
- Animationsautomaten zu geschichtlichen Geschehnissen, Käshof im Hohenloher Freilandmuseum Wackershofen
- Spendomat, Hällisch-Fränkisches Museum[16]